# Ленуар, Ноэми
Ноэ́ми Ленуа́р (фр. Noémie Lenoir; род. 19 сентября 1979, Лез-Юлис, Франция) — французская актриса и фотомодель.

## Биография
Ноэми Ленуар родилась 19 сентября 1979 года в Лез-Юлисе (Франция). Родители Ноэми ныне разведены. Её отец — француз, белый европеец. Мать — уроженка небольшого острова Реюньон у побережья Мадагаскара. От матери Ноеми унаследовала смуглую кожу и необычный разрез глаз. Выросла в пригороде Парижа, который сама описывает как «гетто».

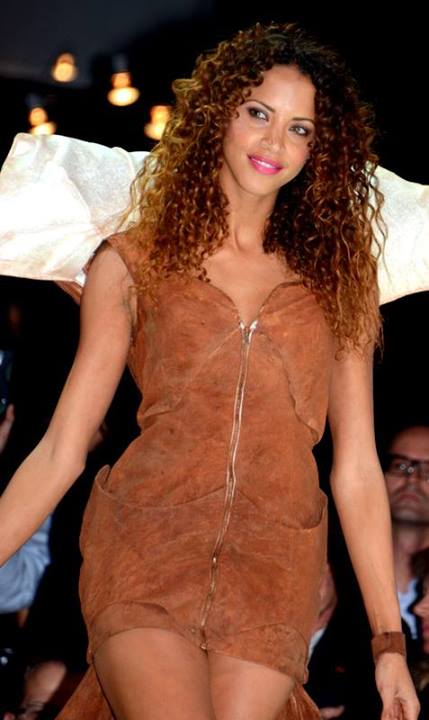
Ленуар в 2013 году

## Карьера
Ноэми начала карьеру фотомодели в 1997 году. Подписав тогда контракт с L'Oréal, она появлялась в их рекламе вместе с Летицией Кастой и Энди Макдауэлл. 
В 1992—2021 годах снималась в кино, в основном в жанре комедии, боевика, криминала, триллера.
Получила известность после роли Гивмиэкисс — придворной дамы Клеопатры в фильме Алена Шаба «Астерикс и Обеликс: Миссия „Клеопатра“».
В 2007 году Ленуар снялась в фильме «Час пик 3» с актёрами Джеки Чаном и Крисом Такером. В 2009 году появилась в музыкальном клипе на сингл Ашера «Hey Daddy (Daddy's Home)». 

## Личная жизнь
В 2004—2009 года Ноэми состояла в фактическом браке с футболистом Клодом Макелеле (род. 1973). У бывших партнёров есть сын — Кельян Макелеле (род. 02.05.2005).
9 мая 2010 года Ноэми совершила неудачную попытку самоубийства путём передозировки алкоголя и наркотиков в парке неподалёку от своего парижского дома и была найдена в бессознательном состоянии мужчиной, выгуливавшим свою собаку. Позднее в интервью британскому Guardian Weekend она назвала этот поступок самым глупым в своей жизни.
В мае 2015 года, во время 68-го Каннского кинофестиваля, она официально объявила о своей второй беременности. Девочка получила имя Тоска.

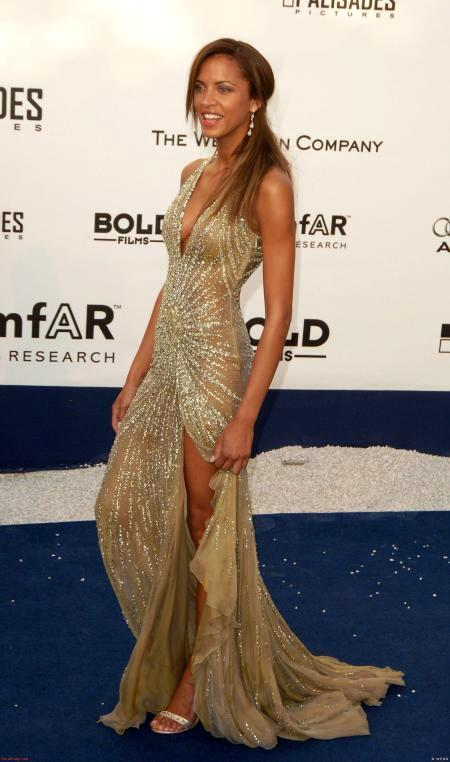
Ленуар в 2009 году